# 杰拜勒扎维耶屠杀
杰拜勒扎维耶屠杀发生于2011年12月19日至20日，发生于第一次伊德利卜省冲突期间。人权观察人士和反对派活动人士声称在屠杀事件中，叙利亚安全部队在伊德利卜省内的山区和村庄杀害了大约200人。
这起事件发生于一起政府军大规模叛逃事件之后。这起叛逃发生于12月19日，有数百人参与其中，而其中有70余人被忠于阿萨德政权的士兵枪杀。次日，据报道政府军在坦克的支援下开展行动，对试图逃离政府军阵营的变节者进行镇压。

## 事件经过
12月19日，一群政府军变节者在试图弃守位于伊德利卜省Kansafra村和Kafr Oweid村之间的阵地时遭遇严重损失。一些活动组织，尤其是SOHR报道在叛逃过程中有72名变节者被打死，这些人在试图逃离政府军阵地时遭到枪杀。在冲突中由三名政府军士兵丧生。第二天，SOHR声称在冲突中由100名变节者被打死打伤。同一天，SOHR报道在省内由至少111名平民被安全部队打死，其中由37人是在前一天被打死的。
在伊德利卜省活动的一名反对派人士Alaa El Din Al Youssef将政府军的袭击称为是屠杀“平民被安全部队成员包围然后遭到枪击。这些尸体被留在了街上或者是清真寺内，而且当局不允许我们掩埋这些尸体。一些遇难者无法被辨认。一些尸体遭到焚烧，还有些手被捆住且遭到斩首。我们感到十分害怕因为这一地区可能会再次遭到政府军袭击。"
冲突持续到了第二天，而根据黎巴嫩人权活动人士Wissam Tarif,的说法，由于政府军正在缉拿那些变节的士兵和支持反对派的平民，仅仅在20日的冲突中就有高达163名变节者，97名政府军和9名平民丧生。 21日，据报道叙利亚自由军已经控制了伊德利卜省大片区域，其中包括一些城镇和村庄。